# Димитър Цанцо
Димитър Цанцо е български просветен деец от XIX век в Корчанско.

## Биография
Цанцо е роден в 1814 година в голямото корчанско българско село Бобощица, тогава в Османската империя, днес в Албания. Дългогодишен гръцки учител в района, наричан от населението Даскало. Смята се, че е автор на писмото на жителите на Бобощица до българския екзарх Антим I от 1873 година, написано с гръцки букви на бобощички диалект.
Живее в Румъния и превежда евангелие от гръцки на местния български диалект. Оставя спомени, писани на гръцки, в които определя бобощенци като „православни християни, говорещи български диалект“.